# 司祭星
司祭星（46 Hestia）是第46颗被人类发现的小行星，于1857年8月16日被英国天文学家诺曼·罗伯特·波格森发现。该行星的直径为124.1千米，质量为2.0×1018千克，公转周期为1465.958天。
司祭星以希臘神話的爐灶女神赫斯提亞命名。